# Fase de Zintl
En química, una fase Zintl es el producto de una reacción entre

- el grupo 1 (metales alcalinos) o grupo 2 (alcalinotérreo) y
- metales o metaloides post-transicionales de los grupos 13, 14, 15 o 16.

Las fases de Zintl reciben este nombre por el químico alemán Eduard Zintl, quien las investigó en la década de 1930. El término "fases de Zintl" fue usado por primera vez por Fritz Laves en 1941
Las fases de Zintl son un subgrupo de compuestos intermetálicos quebradizos, con alto punto de fusión, que son diamagnéticos o exhiben paramagnetismo independiente de la temperatura, son conductores pobres o semiconductores. Zintl observó que hay una contracción del volumen atómico cuando estos compuestos eran formados, y pensó que esto podría indicar la formación de cationes. Sugirió que la estructura de las fases de Zintl eran iónicas, donde había una transferencia completa de electrones, del metal más electropositivo. La estructura del anión (ahora denominado ion de Zintl) podría entonces ser considerada a partir del estado electrónico resultante. Estas ideas fueron desarrolladas posteriormente, para constituir la regla de Zintl o concepto de Zintl Klemm, donde la estructura del polianión debería ser similar a un elemento isoelectrónico.
Ejemplos de fases de Zintl:
- NaTl, donde se conoce que la estructura consiste de un anión polimérico (-Tl−-)n con una estructura covalente de diamante, con los iones Na+ ions encajando en la red aniónica.[1]
- NaSi donde el polianión es (Si4)4− tetraédrico, similar a la molécula de fósforo P4.[1]
- Na2Tl, cuyo polianión es tetraédrico (Tl4)8−, similar a la molécula de fósforo P4.[3]

## Línea de Zintl
La línea de Zintl es un límite hipotético dibujado entre el grupo 13 y el grupo 14, para remarcar la tendencia de los metales del grupo 13 de formar fases con una variedad de estequiometrías, lo que contrasta con el grupo 14 y superiores, que tienden a formar sales con aniones poliméricos. Ahora se reconoce que algunas fases de Zintl contienen cúmulos de Zintl y esto da cuenta de las estequiometrías variables. El enlace en muchos de estos cúmulos no puede ser descrito por la regla del octeto clásica, que involucra covalencia y enlace de dos centros y dos electrones, como lo implica la regla de Zintl. La reacción del Ge, Sn, o Pb y el Na en NH3 líquido en la presencia de etiléndiamina (en) produce el cúmulo de Zintl Na4en7Sn9.

## Excepciones
Hay ejemplos de una nueva clase de compuestos que, a partir de su fórmula química, parecerían ser fases de Zintl, por ejemplo, K8In11, que es metálico y paramagnético. Los cálculos de orbitales moleculares han mostrado que el anión es (In11)7−  y que los lectrones excedentes están distribuidos sobre los cationes y, posiblemente, los orbitales antienlazantes del anión.